# Djihadisme déobandi
 (janvier 2024).
Si vous disposez d'ouvrages ou d'articles de référence ou si vous connaissez des sites web de qualité traitant du thème abordé ici, merci de compléter l'article en donnant les références utiles à sa vérifiabilité et en les liant à la section « Notes et références ».
 (janvier 2024).
La mise en forme du texte ne suit pas les recommandations de Wikipédia : il faut le « wikifier ».
Les points d'amélioration suivants sont les cas les plus fréquents. Le détail des points à revoir est peut-être précisé sur la page de discussion.
- Les titres sont pré-formatés par le logiciel. Ils ne sont ni en capitales, ni en gras.
- Le texte ne doit pas être écrit en capitales (les noms de famille non plus), ni en gras, ni en italique, ni en « petit »…
- Le gras n'est utilisé que pour surligner le titre de l'article dans l'introduction, une seule fois.
- L'italique est rarement utilisé : mots en langue étrangère, titres d'œuvres, noms de bateaux, etc.
- Les citations ne sont pas en italique mais en corps de texte normal. Elles sont entourées par des guillemets français : « et ».
- Les listes à puces sont à éviter, des paragraphes rédigés étant largement préférés. Les tableaux sont à réserver à la présentation de données structurées (résultats, etc.).
- Les appels de note de bas de page (petits chiffres en exposant, introduits par l'outil «  Source ») sont à placer entre la fin de phrase et le point final[comme ça].
- Les liens internes (vers d'autres articles de Wikipédia) sont à choisir avec parcimonie. Créez des liens vers des articles approfondissant le sujet. Les termes génériques sans rapport avec le sujet sont à éviter, ainsi que les répétitions de liens vers un même terme.
- Les liens externes sont à placer uniquement dans une section « Liens externes », à la fin de l'article. Ces liens sont à choisir avec parcimonie suivant les règles définies. Si un lien sert de source à l'article, son insertion dans le texte est à faire par les notes de bas de page.
- La présentation des références doit suivre les conventions bibliographiques. Il est recommandé d'utiliser les modèles {{Ouvrage}}, {{Chapitre}}, {{Article}}, {{Lien web}} et/ou {{Bibliographie}}. Le mode d'édition visuel peut mettre en forme automatiquement les références.
- Insérer une infobox (cadre d'informations à droite) n'est pas obligatoire pour parachever la mise en page.

Pour une aide détaillée, merci de consulter Aide:Wikification.
Si vous pensez que ces points ont été résolus, vous pouvez retirer ce bandeau et améliorer la mise en forme d'un autre article.
Le djihadisme déobandi est une interprétation militante de l'islam qui s'appuie sur les enseignements du mouvement déobandi , né dans le sous-continent indien au XIXe siècle. Le mouvement Deobandi a connu trois vagues de jihad armé. La première vague impliquait l'établissement d'un territoire islamique centré sur Thana Bhawan par les anciens du mouvement lors de la rébellion indienne de 1857, avant la fondation de Darul Uloom Deoband. Imdadullah Muhajir Makki était l'émir al-Mu'minin de ce territoire islamique. Cependant, après que les Britanniques eurent vaincu les forces déobandies lors de la bataille de Shamli, le territoire tomba. À la suite de la création de Darul Uloom Deoband, Mahmud Hasan Deobandi a dirigé le lancement de la deuxième vague. Il mobilise une résistance armée contre les Britanniques à travers diverses initiatives, dont la formation du Samratut Tarbiat. Lorsque les Britanniques découvrirent son mouvement des lettres en soie, ils l'arrêtèrent et le retinrent captif à Malte . Après sa libération, lui et ses disciples se sont lancés dans la politique dominante et ont participé activement au processus démocratique. À la fin de 1979, la frontière pakistano-afghane est devenue le centre de la troisième vague du mouvement djihadiste déobandi, alimentée par la guerre soviéto-afghane . Sous le patronage du président Zia-ul-Haq, son expansion s'est faite à travers diverses madrasas telles que Darul Uloom Haqqania et Jamia Uloom-ul-Islamia . Jamiat Ulema-e-Islam (S) lui a apporté un soutien politique. Des militants entraînés de la frontière pakistano-afghane ont participé au jihad afghan et ont ensuite formé diverses organisations, dont les talibans . L’exemple le plus réussi du djihadisme déobandi est celui des talibans, qui ont établi le régime islamique en Afghanistan. Le chef du Jamiat Ulema-e-Islam (S), Sami-ul-Haq , est surnommé le « père des talibans ».

## Définition
Le déobandisme est un terme utilisé pour décrire les enseignements et les pratiques du mouvement Deobandi , né dans la ville de Deoband en Inde à la fin du 19e siècle. Le mouvement Deobandi est apparu comme une réponse au colonialisme britannique et à la menace perçue de domination culturelle et religieuse des puissances occidentales en Inde. Le mouvement Deobandi est connu pour l'accent mis sur l'érudition islamique, la piété et l'adhésion à l' école Hanafi de la loi islamique. Les Déobandis rejettent l'utilisation de l'innovation (Bid'ah) dans la pratique religieuse et mettent l'accent sur le fait de suivre le plus fidèlement possible l'exemple du prophète Mahomet.
Djihad est un mot arabe qui signifie « lutte » ou « effort ». Dans la terminologie islamique, cela fait référence à la lutte pour défendre les valeurs et les principes de l’Islam, qui peut prendre diverses formes, notamment spirituelles, morales et physiques. Le concept de Jihad est enraciné dans le Coran et la Sunna (les paroles et les actions du prophète Mahomet) et a été interprété et appliqué de différentes manières tout au long de l’histoire islamique. Dans son sens physique, le djihad fait référence à la lutte pour défendre l’Islam et la communauté musulmane (oumma) contre l’agression et l’oppression. Cela peut prendre la forme d’une guerre défensive dans les cas où les musulmans sont attaqués ou persécutés, mais cela inclut également d’autres formes de résistance et d’activisme visant à promouvoir la justice et à protéger les droits des opprimés. Le djihadisme est un terme utilisé pour décrire une interprétation moderne et militante du concept de djihad dans l'Islam qui met l'accent sur le recours à la force pour atteindre des objectifs politiques et religieux. Les djihadistes croient que le monde entier est divisé en deux camps opposés : le camp islamique et le camp non islamique, et qu'il est du devoir de tous les musulmans de s'engager dans une lutte perpétuelle (djihad) pour établir un État ou un califat islamique. Le djihadisme est apparu au XXe siècle en réponse aux problèmes politiques et sociaux auxquels le monde musulman est confronté, notamment le colonialisme, l’autoritarisme et l’échec des mouvements nationalistes laïcs à répondre aux besoins et aux aspirations des populations musulmanes.
Depuis la guerre soviéto-afghane , certains groupes déobandis ont été liés à des activités militantes dans différentes régions, comme l'Afghanistan et le Pakistan. Cependant, la grande majorité des Déobandis ne s’engagent pas dans des activités militantes et s’engagent dans un engagement pacifique et constructif avec le reste du monde.

## Activités
La guerre soviéto-afghane a pris fin en 1989, lorsque les dernières troupes soviétiques se sont retirées d'Afghanistan. La guerre a duré plus de neuf ans et a entraîné la mort de milliers d’Afghans et de soldats soviétiques. Après le retrait soviétique, les Moudjahidines afghans ont pris le contrôle d'une grande partie du pays. Cependant, les Moudjahidines n'ont pas réussi à établir un gouvernement stable et l'Afghanistan a sombré dans une période de guerre civile . Les Moudjahidines étaient constitués de diverses factions, dont beaucoup étaient unies uniquement dans leur opposition au gouvernement soutenu par les Soviétiques et qui était au pouvoir avant l'invasion soviétique. Ces factions avaient des idéologies et des objectifs différents, et nombre d’entre elles ont continué à se battre pour le contrôle de l’Afghanistan après le retrait soviétique. Cependant, leur incapacité à établir un gouvernement stable après le retrait soviétique a contribué à la montée des talibans, qui ont pu prendre le contrôle d’une grande partie du pays et établir un nouveau gouvernement basé sur la loi islamique.
Les talibans ont été formés en Afghanistan au milieu des années 1990. Leur fondateur était le mollah Omar, un ancien combattant moudjahidine qui avait perdu un œil pendant la guerre contre l'Union soviétique. En 1994, il a rassemblé un groupe d'étudiants islamiques et d'érudits religieux, dont beaucoup avaient reçu leur éducation dans les madrasas déobandies situées au Khyber Pakhtunkhwa et au Baloutchistan, et a établi les talibans en tant que mouvement politique et militaire. Les talibans ont rapidement obtenu le soutien de nombreux Afghans fatigués de la violence et de l'instabilité qui sévissaient dans le pays depuis des années. Ils ont réussi à prendre le contrôle d’une grande partie de l’Afghanistan, pour finalement s’emparer de la capitale Kaboul en 1996. Sous le régime taliban, l’Afghanistan était dirigé selon une interprétation stricte de la loi islamique. Cependant, le groupe a continué à maintenir le contrôle de l'Afghanistan jusqu'à ce qu'il soit évincé par les forces de la coalition dirigée par les États-Unis en 2001, à la suite des attentats du 11 septembre.
L'émirat islamique d'Afghanistan est le nom que les talibans ont donné à leur gouvernement lors de leur précédent règne sur l'Afghanistan de 1996 à 2001. Après l'invasion de l'Afghanistan par les États-Unis en 2001, les talibans ont été chassés du pouvoir et l'émirat islamique d'Afghanistan a été dissous. Cependant, les talibans ont continué à opérer comme une insurrection, menant des attaques contre les forces américaines et de la coalition ainsi que contre le gouvernement afghan. En août 2021, les talibans ont repris le contrôle de l’Afghanistan et ont déclaré le rétablissement de l’émirat islamique d’Afghanistan, le même nom qu’ils ont utilisé pour leur précédent gouvernement de 1996 à 2001. Depuis lors, les talibans contrôlent le pays, et ils ont mis en place un nouveau gouvernement dirigé par leurs propres membres. Les talibans ont déclaré que l'Afghanistan serait gouverné selon la loi islamique.

### Bangladesh
Les factions djihadistes déobandies et salafiste sont apparues au Bangladesh pendant la guerre soviéto-afghane et disposent d’un vaste réseau d’organisations. Lorsqu'un réseau de 30 factions djihadistes différentes a été créé et étendu au cours des années suivantes dans le cadre de la participation à la guerre soviéto-afghane, les réseaux ont été largement influencés et développés après la guerre soviéto-afghane. De nombreux experts indiens estiment que les réseaux sont établis sous le prétendu le soutien de la principale agence de renseignement pakistanaise pour accroître l'idéologie islamiste radicale au Bangladesh, mettre fin à l'influence indienne et cibler les actifs indiens dans le pays, les attaques contre l'Inde se sont multipliées après la guerre soviéto-afghane.
L'objectif principal de la plupart des groupes islamistes comme Harkat-ul-Jihad al-Islami, Jamaat-ul-Mujahideen, Allah'r Dal et de nombreux groupes militants islamistes est de créer au Bangladesh un État islamique régi par la charia. Il y a eu une période de turbulences au Bangladesh entre 2013 et 2016, au cours de laquelle des attaques contre un certain nombre d'écrivains, de blogueurs et d'éditeurs laïcs et athées au Bangladesh, les étrangers, les homosexuels, et des minorités religieuses telles que les hindous, les bouddhistes et les chrétiens ont été vues.